# Hebe Camargo
Hebe Maria Camargo, brazilska pevka in igralka, * 8. marec 1929, Taubaté, São Paulo, Brazilija, † 29. september 2012, São Paulo.